# Várkudu
Várkudu, 1910-ig Kudu (románul Coldău, németül Goldau) falu Romániában, Erdélyben, Beszterce-Naszód megyében.

## Fekvése
Bethlentől 2 km-re nyugatra, a Nagy-Szamos partján fekszik.

## Nevének eredete
Eredeti névalakja Koldó, ezt a román név őrizte meg. Szláv személynévből való (vö. Kuldó). Történeti névalakjai: Koldow (1392), Kuldo (1441), Koldu (1456), Kuldw (1553), Kodu (1703), Kúdu (1750). Előtagját a helységnévrendezés idején, a határában található várról kapta.

## Története
A falu keleti vége és a Nagy-Szamos között állt a késő bronzkori eredetű, de még a 11–12. században is használt vár. A kétrészes földvár nagyobbik nyugati, 250×100 méteres részének ma helyenként elszántott sáncai láthatóak.
A 14. században a Bánffy család birtoka, később Csicsóvár, majd Szamosújvár uradalmához csatolták. A 17. században több ízben volt helyszíne Belső-Szolnok vármegye gyűléseinek. 1649-től református egyháza Csicsókeresztúr filiája.
1704-ben Tiege hadai elpusztították és 1713-ban még puszta. 1716-tól, mivel a csicsókeresztúri templomot a katolikusok foglalták el, református anyaegyház. Ezután szervezték római katolikus egyházközségét is. Román lakói a 18. század közepén települtek be. 1750-ben egy nemes, 32 jobbágy-, 12 zsellér- és 11 cigánycsalád lakta. 1756-ban pálinkafőzésből élő zsidók is beköltöztek. A Nagy-Szamost 1787-ben szabályozták.
1841-ben, mivel református lakói leginkább románul beszéltek, viseletük sem különbözött a románokétól és gyakoriak voltak a két etnikum közötti vegyesházasságok, "a lelkek számára nézve a két nemzet közti vonalt nem is határozhatjuk meg".
Torma Zsófia kezdeményezésére, főként a magyar nyelv terjesztése céljából 1875-ben állami iskola jött létre.
1876-tól Szolnok-Doboka vármegye Bethleni járásához tartozott.

## Lakossága
- 1850-ben 426 lakosából 249 volt magyar, 143 román és 23 zsidó nemzetiségű; 180 református, 147 görögkatolikus, 76 római katolikus és 23 zsidó vallású.
- 1900-ban 602 lakosából 412 volt magyar és 181 román anyanyelvű; 338 református, 183 görögkatolikus és 71 római katolikus vallású. 28%-uk tudott írni–olvasni, a nem magyar anyanyelvűek 50%-a beszélt magyarul.
- 2002-ben 725 lakosából 369 volt magyar és 355 román nemzetiségű; 328 ortodox, 286 református, 49 római katolikus és 33 adventista vallású.

## Látnivalók
- Református temploma a 18. században épült, 1887-ben átépítették.

## Híres emberek

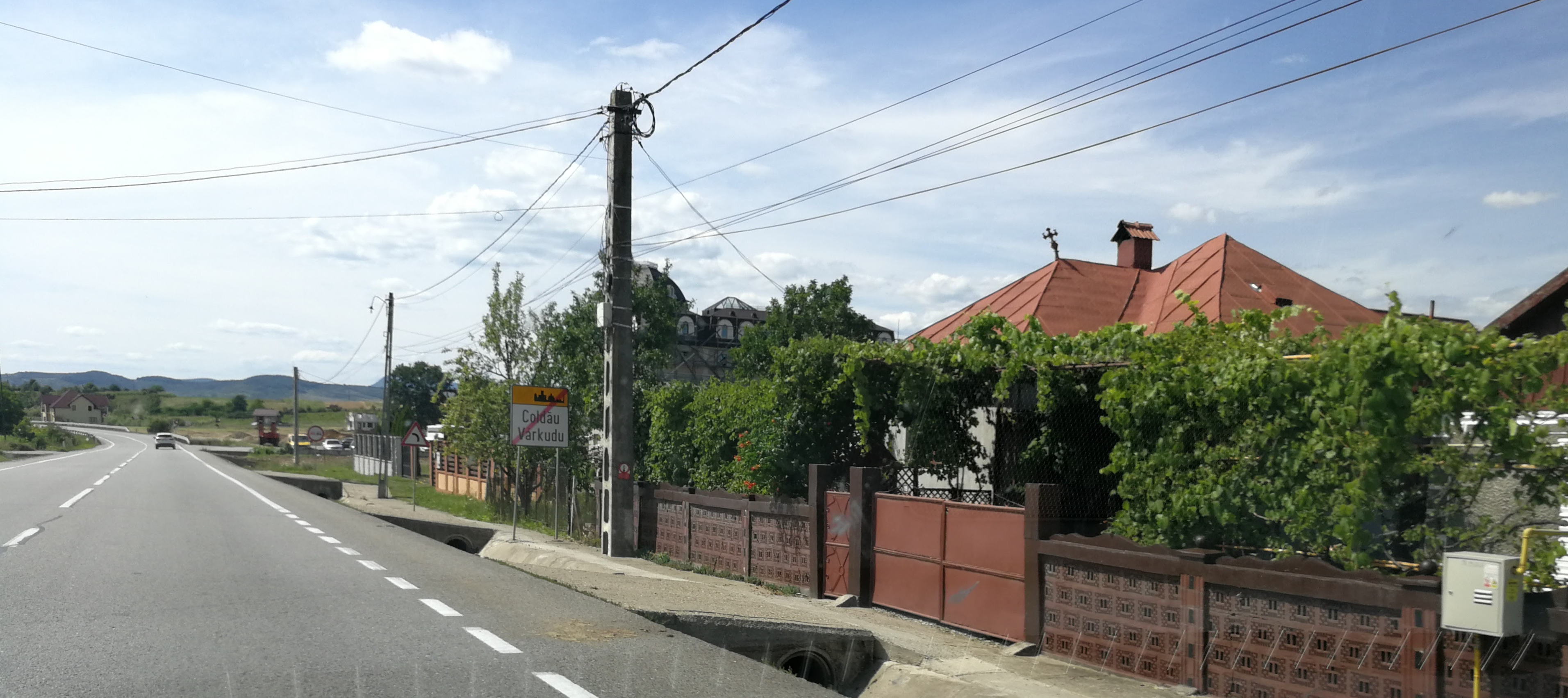

- Itt született 1670-ben Soós Ferenc református püspök.
- Itt született 1829-ben Torma Károly régész.
- Itt született 1871-ben Konrádi Dániel magyar orvos, bakteriológus.
- Itt született 1927-ben Bartha János nyelvész.